# Sous-préfecture de la Guadeloupe
Le bâtiment de la Sous-préfecture de la Guadeloupe, ancienne caserne d'infanterie, est un édifice situé place de la Victoire, dans le centre-ville de Pointe-à-Pitre, sous-préfecture de la Guadeloupe.
Propriété de la commune, il est inscrit au titre des monuments historiques par arrêté du 8 janvier 1995.

## Histoire

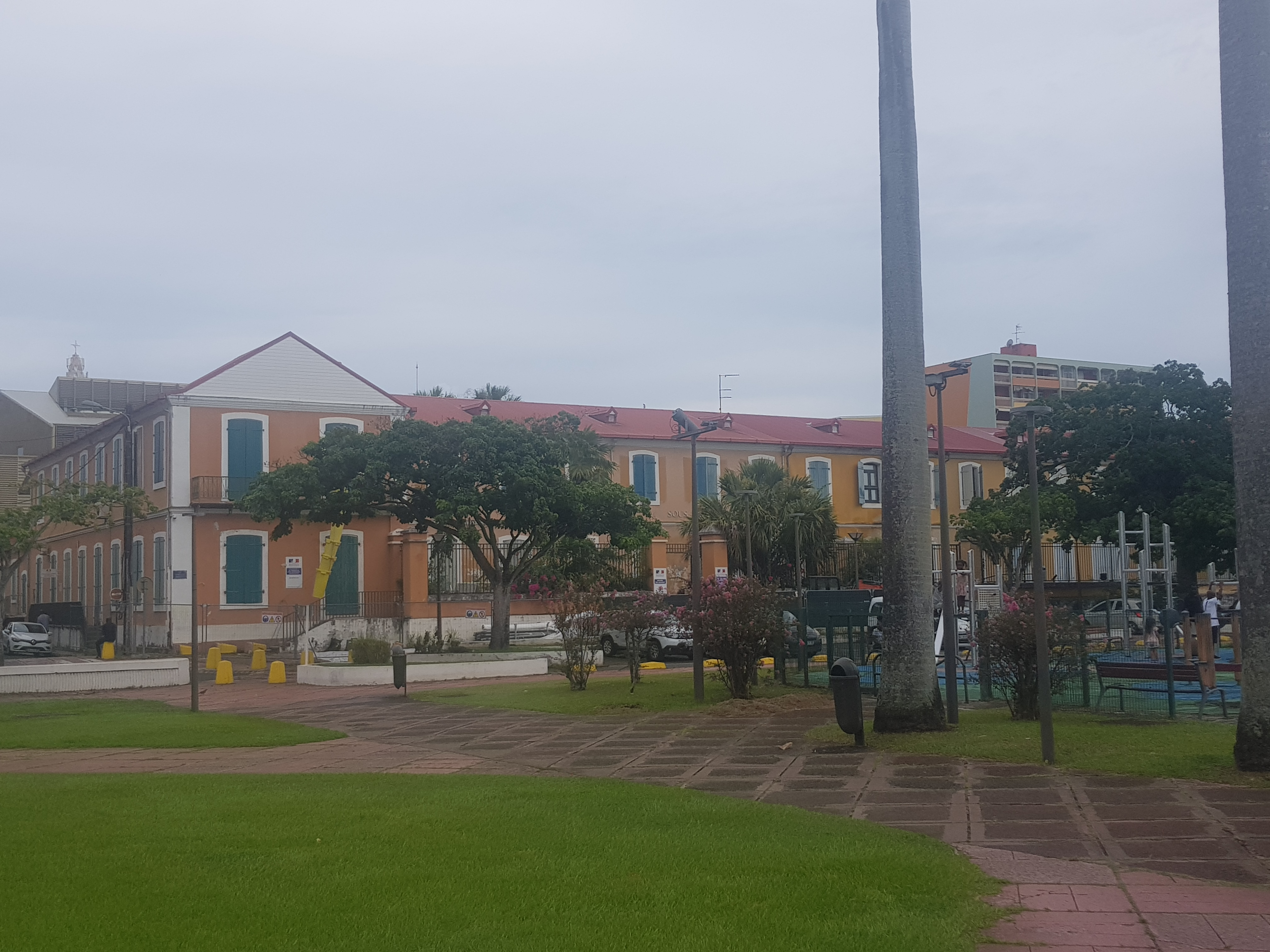
Bâtiment de la sous-préfecture de la Guadeloupe

L'édifice est construit en 1823. En 1843, il est détruit par un tremblement de terre et le bâtiment est reconstruit dès l'année suivante sous la forme d'un édifice de plan allongé, en H. Le rez-de-chaussée est en maçonnerie et est prolongé par un pan de bois qui est remplacé en 1858 par un mur en maçonnerie. Une galerie couverte est aussi construite du côté de la cour intérieure où des dépendances sont aménagées. Le bâtiment sert de caserne d'infanterie puis est affecté à diverses services administratifs après le départ des troupes. L'aide nord devient al sous-préfecture et l'aile sud la trésorerie municipale.  